# Sodrež
Sodrež (izgovarjava [ˈsoːdɾɛʃ], starinsko Sodreš, nemško Sodresch) je nekdanje naselje v občini Slovenska Bistrica v severovzhodni Sloveniji. Danes je del vasi Fošt. Naselje leži na Štajerskem in je danes skupaj s Foštom del Podravske statistične regije.

## Geografija
Sodrež leži na jugozahodnem delu Fošta, 4 km južno od Malega Tinja.

## Zgodovina
Sodrež je imel leta 1870 43 prebivalcev v 11 hišah, leta 1880 39 prebivalcev v 12 hišah, leta 1900 pa 43 prebivalcev v 14 hišah. Leta 1953 je bil Sodrež priključen Foštu in s tem izgubil status samostojnega naselja.